# 泰勒·阿德隆
泰勒·阿德隆（英語：Tyler Ardron；1991年6月16日—）是一位加拿大橄欖球運動員。他是加拿大國家橄欖球隊的一員。

## 外部連結
- Ardron Profile